# Oscar Wilde
Oscar Fingal O’Flahertie Wills Wilde, född 16 oktober 1854 i Dublin, död 30 november 1900 på Hôtel d’Alsace i Paris, var en irländsk författare, dramatiker och samhällssatiriker.

## Biografi

### Uppväxt
Wilde var son till ögon- och öronläkaren och författaren William Wilde och italienskättade Jane Francesca Elgee (1826–1896). Efter skolgång i Portora och Enniskillen, skrevs han 1871 in på Trinity College i Dublin men sändes året därpå till Oxfords universitet där han tillhörde Magdalen College. I Oxford anslöt han sig till den så kallade estetiska rörelsen, där han rätt snart väckte stort uppseende och blev dess mest uppmärksammade företrädare.[källa behövs] Wilde tog starkt intryck av Ruskin och Walter Pater, och en resa till Grekland 1877 tillsammans med professor Mahaffy fördjupade hans redan stora intresse för antiken, något han beskriver i den i Oxford prisbelönta dikten Ravenna från 1878. Hans utgångspunkter var prerafaeliternas och Whistlers konst och konstuppfattning, Rossettis och Swinburnes dikter samt Gautier och annan modern franskspråkig poesi.

### Karriär
Efter examen flyttade han till London men vistades ibland i Paris där han umgicks i de litterära kretsarna. Han väckte uppmärksamhet mindre av litterära än av personliga skäl; man tyckte att han var vacker, han gick klädd i äldre originella kostymer och upptogs i Londons societet, samtidigt som han skrev satir i "Punch" och andra skämtblad. Han ville bli omtalad och det blev han men blev samtidigt gjord till åtlöje, och han togs inte riktigt på allvar. Under denna första period av sitt offentliga liv gav han ut Poems (1881), som raskt såldes i flera upplagor men inte blev särskilt kritikerrosat.
Nyåret 1882 åkte han på en föredragsresa till USA och Kanada. Han återvände till England i april 1883 och höll ytterligare föreläsningar. Han försökte komma in vid teatern men misslyckades. Hans nihilistdrama Vera (1880) och den akademiska blankverstragedin The Duchess of Padua (1883; sattes upp 1891) blev inte särskilt framgångsrika. På 1880-talet rörde han sig i nöjeslivet tillsammans med Sarah Bernhardt och Lillie Langtry. Den 29 maj 1884 gifte han sig med Constance Lloyd och fick i detta äktenskap två söner, Cyril (1885) och Vyvyan (1886) (senare Holland i efternamn). För att försörja sig skrev han journalistik, även anonymt, och redigerade 1887–89 en damtidning, "The Woman's World".

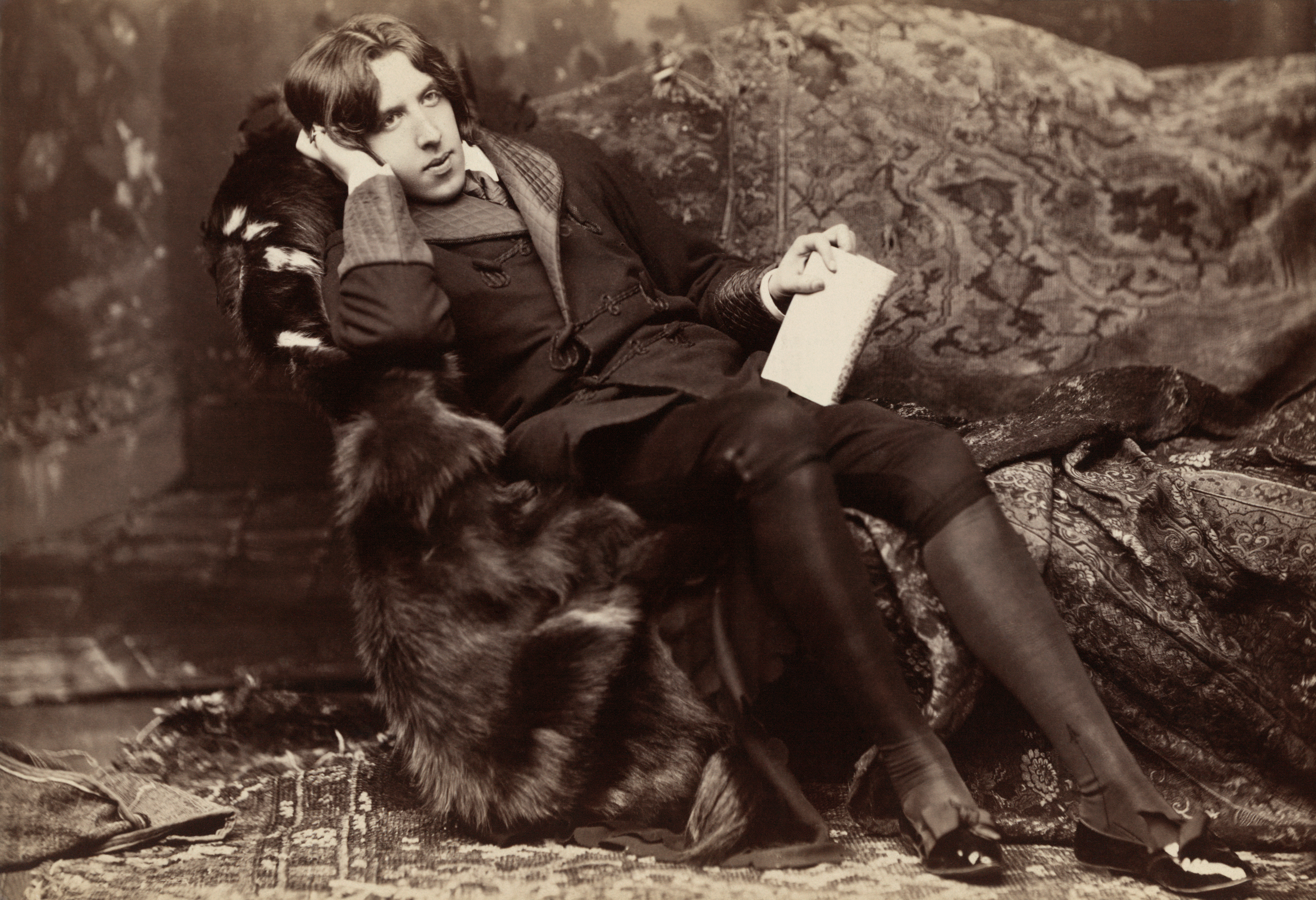
Oscar Wilde, 1882

Redan under universitetstiden fick Wilde en skara beundrare och hans konversationsförmåga gjorde honom känd och omtalad. Lord Savile's Crime & and Other Short Stories (1887–1891); "Lord Arthur Saviles brott", 1905) är Wildes första prosaberättelser. Han skrev vidare sagosamlingen The Happy Prince and Other Tales (1888) samt de estetiska uppsatserna Intentions 1891 och "Lögnens förfall" 1893. Idéerna som behandlas är till stor del övertagna från bland andra Pater. The portrait of mr W. H. (1889), där Wilde diskuterar sannolikheten av att Shakespeares kärlekssonetter riktats till män, ledde till angrepp på honom, och dessa tilltog efter utgivningen av The Picture of Dorian Gray (i bokform 1891; Dorian Grays porträtt, första svenska upplagan 1905), som påminner om arbeten av Balzac, Edgar Allan Poe och Robert Louis Stevenson. Skådespelen Lady Windermere's Fan (1892; Solfjädern, uppförd 1897 och 1906 i Stockholm, tr. 1919), A Woman of No Importance (1893; "En kvinna utan betydelse", uppförd 1913 i Stockholm), An Ideal Husband (1895; En idealisk äkta man, uppförd 1906 i Stockholm; tr. 1919) och The Importance of Being Earnest (1895; Mister Ernest, uppförd 1907 i Stockholm), vilka hade en stor framgång i London och kom att spelas över hela världen, gjorde Wilde mer känd och renderade inkomster. Den av Maurice Maeterlinck och Heinrich Heine påverkade tragedin Salome (1893; svensk översättning 1895, uppförd 1915 i Stockholm, tonsatt av Strauss) förbjöds av censuren i England, "emedan det behandlade ett bibliskt ämne". Då hade Sarah Bernhardt redan börjat repetera den; pjäsen uruppfördes senare i Paris. Dramat tillägnades för övrigt den unge franske författaren Pierre Louÿs.

### Rättegång och fängelse

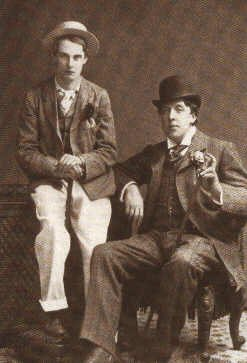
Oscar Wilde (t.h.) och hans älskare Lord Alfred Douglas.

År 1895 drog Wilde markisen av Queensberry, fadern till hans yngre vän, Lord Alfred Douglas, inför rätta, eftersom han ansåg att denne gång på gång hade förolämpat honom. Den åtalades advokater framlade dock bevis för att markisens beskyllningar mot Wilde för "onaturlig otukt" (homosexuella kontakter) var befogade och markisen frikändes samtidigt som Wilde åtalades och dömdes enligt en 1885 antagen lag till två års straffarbete tillsammans med sin ena partner Alfred Taylor. Från hans hem stals värdeföremål och manuskript, bland annat den nyss fullbordade A Florentine Tragedy, hans böcker bojkottades, hans pjäser lades ned och tidningarna skrev negativa artiklar om honom. Förmögna homosexuella engelsmän flydde landet till kontinenten, men ingen annan än Wilde åtalades. Fängelsetiden gjorde att han skrev Ballad of Reading Gaol (1898; "Balladen om fängelset i Reading", sv. 1907; nyöversättning av Fredrik Silverstolpe 2001) och självskildringen De Profundis (utgiven i utdrag 1905; det undertryckta partiet utgiven 1913; sv. 2005).

### Epilog
Sedan Wilde lämnat fängelset var han bosatt dels i Frankrike, dels i Italien. I november 1900 drabbades Wilde av hjärnhinneinflammation och avled den 30:e samma månad.
En mängd litterära planer från denna tid genomfördes aldrig; ett par tidningsartiklar, av vilka den ena handlade om den grymhet mot dömda barn som han sett i Readingfängelset, var allt han skrev. Ett par trofasta vänner, Robert Ross och R. Horace Sherard, försökte återigen göra hans skrifter erkända och revidera domen över honom i mer human anda.

## Eftermäle
Asteroiden 12258 Oscarwilde är uppkallad efter honom.

## Gravmonumentet
Oscar Wildes grav finns på Père-Lachaise-kyrkogården i Paris. Efter sin död på Hôtel d'Alsace 1900 begravdes Wilde först i en anonym grav på Bagneaux-kyrkogården. År 1908 flyttades kroppen till Père-Lachaise-kyrkogården i Paris efter att Oscar Wildes testamentsexekutor avslöjat att en anonym donator skänkt 2 000 pund till ett gravmonument. Stenen utformades som en sfinx-skulptur av Jacob Epstein. Senare uppdagades att donatorn var Helen Kennard Carew.

### Större urvalsvolymer på svenska
- Rosor och lögner (urval och översättning: Lena Olausson & Rune Olausson, lyriköversättning: Bengt Anderberg, Hagaberg, 1984)
- Drömmar och svek (urval: Lena Olausson & Rune Olausson, översättning: Kerstin Hallén, Sven-Olof Sundborg och Rune Olausson, Hagaberg, 1986)
- Oscar Wilde: ett urval av hans bästa kvickheter, berättelser och essäer (översättning: Rune Olausson [m.fl.], Hagaberg, 1988)

### Operor baserade på Oscar Wildes verk
- Richard Strauss "Salome" (1905) efter Salomé
- Alexander von Zemlinsky "Eine Florentinische Tragödie" (1917) efter A Florentine Tragedy
- Alexander von Zemlinsky "Der Geburtstag der Infantin"/"Der Zwerg" (1922) efter The Birtday of the Infanta
- Jaroslav Kricka "The Gentleman in White" (1929) efter The Canterville Ghost
- Rudolf Wagner-Régeny "La Sinte Courtesane" (1930) efter The Duchess of Padua
- Mario Castelnuovo-Tedesco "L'importanza di Esser Franco" (1962) efter The Importance of Being Earnest
- Heinrich Sutermeister "Das Gespenst von Canterville" (1964) efter The Canterville Ghost
- Malcolm Williamson "The Happy Prince" (1965) efter The Happy Prince
- Alexander Knaifel "The Canterville Ghost" (1974) efter The Canterville Ghost